# Snowy Svenson
Pour les articles homonymes, voir Svenson.

a Compétitions nationales et continentales officielles uniquement.

b Matchs officiels uniquement.
Dernière mise à jour le 1er octobre 2009.
Kenneth Sydney "Snowy" Svenson, né le 6 décembre 1898 à Toowoomba (Australie) et mort le 7 décembre 1955 à Raglan, est un joueur de rugby à XV qui a joué avec l'équipe de Nouvelle-Zélande. Il évolue au poste d'ailier.

## Carrière
Il dispute son premier test match avec l'équipe de Nouvelle-Zélande le 1er novembre 1924 contre l'équipe d'Irlande. Son dernier test match a lieu contre l'équipe de France, le 18 janvier 1925. Il participe en 1924-1925 à la tournée de la Nouvelle-Zélande dans les îles britanniques et réussit la performance d'inscrire un essai à chaque test-match.

## Palmarès
- Nombre de test matchs avec les All Blacks :  4
- Sélections par année : 2 en 1924, 2 en 1925
- Nombre total de matchs avec les All Blacks :  34